# 比尔·卡尔 (赛艇运动员)
威廉·“比尔”·约翰·卡尔（英語：William "Bill" John Carr，1876年6月17日—1942年3月25日），美国男子赛艇运动员。他曾获得1900年夏季奥运会赛艇比赛男子八人单桨有舵手金牌。他是维斯帕划船俱乐部的成员之一。